# Obbicht en Papenhoven

Wapen van de voormalige gemeente

Obbicht en Papenhoven is een voormalige gemeente in de Nederlandse provincie Limburg die gevormd werd door de plaatsen Obbicht en Papenhoven. Tevens behoorde het gehucht Schipperskerk tot deze gemeente. Deze gemeente heeft bestaan tot 1 januari 1982, in welk jaar zij ten gevolge van gemeentelijke herindeling opging in de nieuwe gemeenten Born (later Sittard-Geleen) en Stein.
De kernen Obbicht en Papenhoven horen op bestuurlijk gebied van oudsher bij elkaar en vormden eertijds samen ook een heerlijkheid en schepenbank. Bij het Verdrag van Fontainebleau (1785) werd het gebied overgedragen van Oostenrijk aan Staats-Opper-Gelre in de Nederlandse Republiek. Kerkelijk viel Papenhoven echter onder Grevenbicht, terwijl Obbicht een zelfstandige parochie was.
De gemeente omvatte naast de twee dorpen het toenmalige gehucht Harrecoven en een ander gehucht, Nattenhoven, grotendeels. Bij de opheffing van de gemeente is Nattenhoven volledig overgegaan naar de gemeente Stein.
De totale oppervlakte van de gemeente was ten tijde van de opheffing circa 498 hectare, waarvan 409 hectare, met een inwonertal van 2474, bij Born kwam en 89 hectare, met een inwonertal van 200, bij Stein.